# Martin O'Donnell (snooker)
Pour les articles homonymes, voir Martin O'Donnell et O'Donnell.
Martin O'Donnell, né le 4 juin 1986 en Angleterre, est un joueur de snooker professionnel britannique.
O'Donnell met du temps avant d'intégrer le circuit professionnel. Il intègre brièvement le top 32 mondial à la suite d'une bonne saison 2018-2019. Pourtant, il n'atteint son meilleur résultat que cinq ans plus tard, en rejoignant la finale de l'Open du pays de Galles 2024 (finale perdue contre Gary Wilson). Par ailleurs, il compte une victoire en tournoi pro-am ; l'Open d'Italie en 2017.

## Carrière
En 2005, en tant que joueur amateur, O'Donnell prend part au tournoi de qualification pour le championnat du monde, mais ne franchit pas le tour préliminaire. L'année suivante, il est battu par Mark Joyce en finale du championnat d'Angleterre (tournoi amateur). Au début des années 2010, la mise en place du championnat du circuit des joueurs permet à des joueurs amateur de participer à des tournois de niveau professionnel ; O'Donnell participent à certains tournois mais ses résultats restent discrets. Parallèlement, il échoue à nouveau en finale du championnat d'Angleterre amateur, battu d'une manche par Gary Wilson.
O'Donnell n'obtient sa place sur le circuit professionnel qu'au début de la saison 2012-2013, après avoir été demi-finaliste d'un des trois tournois de qualification (Q School). Toutefois, ses résultats sont trop pauvres et il est relégué dans les rangs amateur au bout de deux saisons. Le joueur anglais regagne sa place en 2015 grâce à une victoire dans un autre tournoi de qualification, mais au bout de deux ans, il est encore une fois relégué du circuit professionnel car ses résultats ne suivent pas. Toutefois, O'Donnell ne se décourage pas et regagne sa place une troisième fois, en passant par la Q School, comme en 2012. 
En février 2018, le joueur anglais réalise le meilleur résultat de sa carrière jusqu'alors en rejoignant la demi-finale d'un tournoi comptant pour le classement, le Snooker Shoot-Out. O'Donnell se montre très consistant pendant la saison 2018-2019, atteignant trois quarts de finale. Il commence par atteindre ce résultat au championnat de Chine, après des victoires contre Luca Brecel, Tom Ford et Liang Wenbo. Il s'incline ensuite contre le jeune joueur chinois Lü Haotian. O'Donnell récidive à l'occasion du championnat international. Il y bat notamment à nouveau Ford et David Gilbert, puis s'incline d'une manche contre Matthew Stevens (6-5). Peu de temps après, l'Anglais est quart de finaliste au championnat du Royaume-Uni, où il bat Ding Junhui (6-4) avant d'être balayé par Ronnie O'Sullivan (6-1). Ces bons résultats permettent à O'Donnell de se maintenir au niveau professionnel. 
Si les résultats d'O'Donnell ne sont pas aussi convaincants lors de la saison suivante, il parvient quand même à capitaliser sur les bons résultats qu'il a obtenu lors de la dernière saison pour atteindre le meilleur classement de sa carrière en octobre 2020 (32e). En 2021, il rejoint un nouveau quart de finale lors du Snooker Shoot-Out. O'Donnell est relégué du circuit professionnel après la saison 2021-2022, lui qui s'y était maintenu depuis 10 ans. De retour sur le circuit secondaire, l'Anglais remporte le 18 septembre 2022 la deuxième épreuve du circuit qualificatif (Q Tour).    
De retour sur le circuit professionnel pour la saison 2023-2024, O'Donnell parvient à performer dès le début de la campagne, atteignant les quarts de finale à l'Open d'Angleterre. Battu par John Higgins, il prend sa revanche sur ce même adversaire la semaine suivante à l'occasion de la première édition de l'Open de Wuhan. Quelques mois après, il crée la sensation à Llandudno, se hissant jusqu'en finale de l'Open du pays de Galles en éliminant notamment Luca Bretzel (champion du monde en titre). Rattrapé par ses émotions, il passe à côté de l'événement et s'incline nettement contre Gary Wilson (9-4). Sa solidité dans le jeu défensif lui vaut le surnom de « Ministre de La Défense  » par les spécialistes dont Jimmy White et Ronnie O'Sullivan.    

## Palmarès
| Légende | Catégorie                      | Titres                         | Finales                        |
|         | Tournois classés               | 0                              | 1                              |
|         | Tournois non classés           | 0                              | 0                              |
|         | Tournois pro-am                | 1                              | 0                              |
|         | Circuit du challenge           | 2                              | 0                              |
|         | Tournois amateurs              | 1                              | 2                              |
| Gras    | Tournois de la triple couronne | Tournois de la triple couronne | Tournois de la triple couronne |

### Titres
| Saison    | Nom du tournoi                    | Lieu       | Finaliste             | Score | Tableau |
| 2012      | Finale du Classique Snookerbacker | Gloucester | John Sutton           | 4-0   |         |
| 2016-2017 | Open d'Italie                     | Bolzano    | Alexander Ursenbacher | 3-2   |         |
| 2022-2023 | Q Tour n°2                        | Brighton   | George Pragnell       | 5-1   |         |
| 2022-2023 | Q Tour n°6                        | Leeds      | Ross Muir             | 5-1   |         |

### Finales
| Saison    | Nom du tournoi                       | Lieu      | Finaliste   | Score | Tableau |
| 2006      | Championnat d'Angleterre amateur     |           | Mark Joyce  | 3-8   |         |
| 2012      | Championnat d'Angleterre amateur (2) |           | Gary Wilson | 9-10  |         |
| 2023-2024 | Open du pays de Galles               | Llandudno | Gary Wilson | 4-9   | Tableau |